# Unități militare din Armata României (1860-1918)
Organizarea Armatei României a cunoscut o evoluție permanentă în perioada 1860-1916, numărul unităților crescând continuu, de pildă cel al regimentelor de infanterie de la 8 în 1860 la 80 în 1916.

## Unități de infanterie

### Batalioane de vânători
|    | Denumirea unității                       | Garnizoana de dislocare la pace | Anul înființării | Observații |
| 1  | Batalionul 1 Vânători                    | Craiova                         | 1860             |            |
| 2  | Batalionul 2 Vânători „Regina Elisabeta” | București                       | 1866             |            |
| 3  | Batalionul 3 Vânători                    | Ploiești                        | 1866             |            |
| 4  | Batalionul 4 Vânători                    | Iași                            | 1867             |            |
| 5  | Batalionul 5 Vânători                    | Craiova                         | 1876             |            |
| 6  | Batalionul 6 Vânători                    | București                       | 1896             |            |
| 7  | Batalionul 7 Vânători                    | Galați                          | 1900             |            |
| 8  | Batalionul 8 Vânători                    | Botoșani                        | 1900             |            |
| 9  | Batalionul 9 Vânători                    | Constanța                       | 1904             |            |
| 10 | Batalionul 10 Vânători                   | Tulcea                          | 1913             |            |

### Regimente de infanterie
|    | Denumirea unității                           | Garnizoana de dislocare la pace | Anul înființării | Observații                                                                |
| 1  | Regimentul Dolj No. 1                        | Craiova                         | 1872             |                                                                           |
| 2  | Regimentul Vâlcea No. 2                      | Râmnicu Vâlcea                  | 1872             |                                                                           |
| 3  | Regimentul Olt No. 3                         | Slatina                         | 1877             |                                                                           |
| 4  | Regimentul Argeș No. 4                       | Pitești                         | 1877             |                                                                           |
| 5  | Regimentul Vlașca No. 5                      | Giurgiu                         | 1872             |                                                                           |
| 6  | Regimentul Mihai Viteazul No. 6              | București                       | 1872             |                                                                           |
| 7  | Regimentul Prahova No. 7                     | Ploiești                        | 1872             |                                                                           |
| 8  | Regimentul Buzău No. 8                       | Buzău                           | 1877             |                                                                           |
| 9  | Regimentul Râmnicu Sărat No. 9               | Râmnicu Sărat                   | 1877             |                                                                           |
| 10 | Regimentul Putna No.10                       | Focșani                         | 1872             |                                                                           |
| 11 | Regimentul Siret No. 11                      | Galați                          | 1872             |                                                                           |
| 12 | Regimentul Cantemir No. 12                   | Bârlad                          | 1877             |                                                                           |
| 13 | Regimentul Ștefan cel Mare No.13             | Iași                            | 1872             |                                                                           |
| 14 | Regimentul Roman No. 14                      | Roman                           | 1872             |                                                                           |
| 15 | Regimentul Războieni No. 15                  | Piatra Neamț                    | 1877             |                                                                           |
| 16 | Regimentul Suceava No. 16                    | Fălticeni                       | 1877             |                                                                           |
| 17 | Regimentul I Mehedinți No. 17 „Știrbey Vodă” | Drobeta Turnu Severin           | 1891             | Creat prin fuziunea Regimentului I de Linie cu Regimentul 17 Dorobanți    |
| 18 | Regimentul Gorj No. 18                       | Târgu Jiu                       | 1880             |                                                                           |
| 19 | Regimentul II Romanați No. 19                | Caracal                         | 1891             | Creat prin fuziunea Regimentului II de Linie cu Regimentul 19 Dorobanți   |
| 20 | Regimentul Teleorman No. 20                  | Turnu Măgurele                  | 1880             |                                                                           |
| 21 | Regimentul IV Ilfov No. 21                   | București                       | 1891             | Creat prin fuziunea Regimentului IV de Linie cu Regimentul 21 Dorobanți   |
| 22 | Regimentul III Dâmbovița No. 22              | Târgoviște                      | 1891             | Creat prin fuziunea Regimentului III de Linie cu Regimentul 22 Dorobanți  |
| 23 | Regimentul V Ialomița No. 23                 | Călărași                        | 1891             | Creat prin fuziunea Regimentului V de Linie cu Regimentul 23 Dorobanți    |
| 24 | Regimentul VI Tecuci No. 24                  | Tecuci                          | 1891             | Creat prin fuziunea Regimentului VI de Linie cu Regimentul 24 Dorobanți   |
| 25 | Regimentul VII Racova No. 25                 | Vaslui                          | 1891             | Creat prin fuziunea Regimentului VII de Linie cu Regimentul 25 Dorobanți  |
| 26 | Regimentul Rovine No. 26                     | Craiova                         | 1880             |                                                                           |
| 27 | Regimentul Bacău No. 27                      | Bacău                           | 1880             |                                                                           |
| 28 | Regimentul Radu Negru No. 28                 | Pitești                         | 1880             |                                                                           |
| 29 | Regimentul VIII Dragoș No. 29                | Dorohoi                         | 1891             | Creat prin fuziunea Regimentului VIII de Linie cu Regimentul 29 Dorobanți |
| 30 | Regimentul Muscel No. 30                     | Câmpulung                       | 1880             |                                                                           |
| 31 | Regimentul Calafat No. 31                    | Calafat                         | 1883             |                                                                           |
| 32 | Regimentul Mircea No. 32                     | Ploiești                        | 1883             |                                                                           |
| 33 | Regimentul Tulcea No. 33                     | Tulcea                          | 1888             |                                                                           |
| 34 | Regimentul Constanța No. 34                  | Constanța                       | 1891             |                                                                           |
| 35 | Regimentul Matei Basarab No.35               | Cernavodă Silistra              | 1908             |                                                                           |
| 36 | Regimentul Vasile Lupu No. 36                | Galați Turtucaia                | 1909             |                                                                           |
| 37 | Regimentul Alexandru cel Bun No. 37          | Botoșani                        | 1911             |                                                                           |
| 38 | Regimentul Neagoe Basarab No. 38             | Brăila                          | 1911             |                                                                           |
| 39 | Regimentul Petru Rareș No. 39                | Cernavodă                       | 1911             |                                                                           |
| 40 | Regimentul Călugăreni No. 40                 | București Bazargic              | 1911             |                                                                           |
| 41 | Regimentul 41 Infanterie                     | Craiova                         | 1914             |                                                                           |
| 42 | Regimentul 42 Infanterie                     | Râmnicu Vâlcea                  | 1914             |                                                                           |
| 43 | Regimentul 43 Infanterie                     | Slatina                         | 1914             |                                                                           |
| 44 | Regimentul 44 Infanterie                     | Pitești                         | 1914             |                                                                           |
| 45 | Regimentul 45 Infanterie                     | Giurgiu                         | 1914             |                                                                           |
| 46 | Regimentul 46 Infanterie                     | București                       | 1914             |                                                                           |
| 47 | Regimentul 47 Infanterie                     | Ploiești                        | 1914             |                                                                           |
| 48 | Regimentul 48 Infanterie                     | Buzău                           | 1914             |                                                                           |
| 49 | Regimentul 49 Infanterie                     | Râmnicu Sărat                   | 1914             |                                                                           |
| 50 | Regimentul 50 Infanterie                     | Focșani                         | 1914             |                                                                           |
| 51 | Regimentul 51 Infanterie                     | Galați                          | 1914             |                                                                           |
| 52 | Regimentul 52 Infanterie                     | Bârlad                          | 1914             |                                                                           |
| 53 | Regimentul 53 Infanterie                     | Iași                            | 1914             |                                                                           |
| 54 | Regimentul 54 Infanterie                     | Roman                           | 1914             |                                                                           |
| 55 | Regimentul 55 Infanterie                     | Piatra Neamț                    | 1914             |                                                                           |
| 56 | Regimentul 56 Infanterie                     | Fălticeni                       | 1914             |                                                                           |
| 57 | Regimentul 57 Infanterie                     | Drobeta Turnu Severin           | 1914             |                                                                           |
| 58 | Regimentul 58 Infanterie                     | Târgu Jiu                       | 1914             |                                                                           |
| 59 | Regimentul 59 Infanterie                     | Caracal                         | 1914             |                                                                           |
| 60 | Regimentul 60 Infanterie                     | Turnu Măgurele                  | 1914             |                                                                           |
| 61 | Regimentul 61 Infanterie                     | București                       | 1914             |                                                                           |
| 62 | Regimentul 62 Infanterie                     | Târgoviște                      | 1914             |                                                                           |
| 63 | Regimentul 63 Infanterie                     | Călărași                        | 1914             |                                                                           |
| 64 | Regimentul 64 Infanterie                     | Tecuci                          | 1914             |                                                                           |
| 65 | Regimentul 65 Infanterie                     | Vaslui                          | 1914             |                                                                           |
| 66 | Regimentul 66 Infanterie                     | Balș                            | 1914             |                                                                           |
| 67 | Regimentul 67 Infanterie                     | Bacău                           | 1914             |                                                                           |
| 68 | Regimentul 68 Infanterie                     | Găiești                         | 1914             |                                                                           |
| 69 | Regimentul 69 Infanterie                     | Dorohoi                         | 1914             |                                                                           |
| 70 | Regimentul 70 Infanterie                     | Câmpulung                       | 1914             |                                                                           |
| 71 | Regimentul 71 Infanterie                     | Calafat                         | 1914             |                                                                           |
| 72 | Regimentul 72 Infanterie                     | Mizil                           | 1914             |                                                                           |
| 73 | Regimentul 73 Infanterie                     | Tulcea                          | 1914             |                                                                           |
| 74 | Regimentul 74 Infanterie                     | Constanța                       | 1914             |                                                                           |
| 75 | Regimentul 75 Infanterie                     | Urziceni                        | 1914             |                                                                           |
| 76 | Regimentul 76 Infanterie                     | Oltenița                        | 1914             |                                                                           |
| 77 | Regimentul 77 Infanterie                     | Botoșani                        | 1914             |                                                                           |
| 78 | Regimentul 78 Infanterie                     | Brăila                          | 1914             |                                                                           |
| 79 | Regimentul 79 Infanterie                     | Slobozia                        | 1914             |                                                                           |
| 80 | Regimentul 80 Infanterie                     | București                       | 1914             |                                                                           |

## Unități de cavalerie

### Unități de gardă
|   | Denumirea unității           | Garnizoana de dislocare la pace | Anul înființării | Observații                                                                              |
| 1 | Regimentul de Escortă Regală | București                       | 1908             | Creat prin contopirea Divizionului de Jandarmi București cu Escadronul de Jandarmi Iași |

### Unități de roșiori
|    | Denumirea unității                                 | Garnizoana de dislocare la pace | Anul înființării | Observații                                                                              |
| 1  | Regimentul 1 Roșiori                               | Drobeta Turnu Severin           | 1856             |                                                                                         |
| 2  | Regimentul 2 Roșiori                               | Bârlad                          | 1869             |                                                                                         |
| 3  | Regimentul 3 Roșiori                               | Bârlad                          | 1884             | Creat prin transformarea în roșiori a fostului regiment permanent dislocat la Constanța |
| 4  | Regimentul 4 Roșiori „Regina Maria”                | București                       | 1893             | Creat prin transformarea fostului Regiment 11 Călărași dislocat la Botoșani             |
| 5  | Regimentul 5 Roșiori „Împăratul Nicolae al II-lea” | Tecuci Bazargic                 | 1895             | Creat prin transformarea fostului Regiment 9 Călărași (creat în 1880)                   |
| 6  | Regimentul 6 Roșiori                               | Tecuci                          | 1895             | Creat prin transformarea fostului Regiment 6 Călărași                                   |
| 7  | Regimentul 7 Roșiori „Cuza Vodă”                   | Iași                            | 1908             | Creat prin transformarea fostului Regiment 7 Călărași                                   |
| 8  | Regimentul 8 Roșiori                               | Botoșani                        | 1908             | Creat prin transformarea fostului Regiment 8 Călărași (creat în 1880)                   |
| 9  | Regimentul 9 Roșiori                               | București                       | 1908             | Creat prin transformarea fostului Regiment 9 Călărași (creat în 1895)                   |
| 10 | Regimentul 10 Roșiori                              | Târgoviște                      | 1908             | Creat prin transformarea fostului Regiment 10 Călărași                                  |
| 11 | Regimentul 11 Roșiori                              | Tecuci                          | 1912             | Creat prin transformarea fostului Regiment 8 Călărași (creat în 1910)                   |

### Unități de călărași
|    | Denumirea unității     | Garnizoana de dislocare la pace | Anul înființării | Observații                                                            |
| 1  | Regimentul 1 Călărași  | Craiova                         | 1872             |                                                                       |
| 2  | Regimentul 2 Călărași  | Caracal                         | 1872             |                                                                       |
| 3  | Regimentul 3 Călărași  | București                       | 1872             |                                                                       |
| 4  | Regimentul 4 Călărași  | Turnu Măgurele                  | 1872             |                                                                       |
| 5  | Regimentul 5 Călărași  | Călărași                        | 1872             |                                                                       |
| 6  | Regimentul 6 Călărași  | Ploiești                        | 1895             | Creat prin transformarea fostului Regiment 12 Călărași, creat în 1883 |
| 7  | Regimentul 7 Călărași  | Brăila                          | 1898             | Creat prin transformarea fostului Regiment 11 Călărași, creat în 1880 |
| 8  | Regimentul 8 Călărași  | Roman                           | 1914             |                                                                       |
| 9  | Regimentul 9 Călărași  | Constanța                       | 1908             |                                                                       |
| 10 | Regimentul 10 Călărași | Tulcea                          | 1910             |                                                                       |

## Unități de artilerie

### Artilerie de câmp
|    | Denumirea unității                                        | Garnizoana de dislocare la pace | Anul înființării | Observații |
| 1  | Regimentul 1 Artilerie „Regele Carol I”                   | Craiova                         | 1877             |            |
| 2  | Regimentul 2 Artilerie „General de divizie Gheorghe Manu” | București                       | 1868             |            |
| 3  | Regimentul 3 Artilerie                                    | Brăila                          | 1860             |            |
| 4  | Regimentul 4 Artilerie                                    | Roman                           | 1877             |            |
| 5  | Regimentul 5 Artilerie                                    | Târgu Jiu                       | 1881             |            |
| 6  | Regimentul 6 Artilerie                                    | Pitești                         | 1883             |            |
| 7  | Regimentul 7 Artilerie                                    | Buzău                           | 1883             |            |
| 8  | Regimentul 8 Artilerie                                    | Roman                           | 1883             |            |
| 9  | Regimentul 9 Artilerie                                    | Craiova                         | 1892             |            |
| 10 | Regimentul 10 Artilerie                                   | București                       | 1892             |            |
| 11 | Regimentul 11 Artilerie                                   | Focșani                         | 1892             |            |
| 12 | Regimentul 12 Artilerie                                   | Bacău                           | 1892             |            |
| 13 | Regimentul 13 Artilerie                                   | Constanța                       | 1907             |            |
| 14 | Regimentul 14 Artilerie                                   | Slatina                         | 1909             |            |
| 15 | Regimentul 15 Artilerie                                   | Giurgiu                         | 1909             |            |
| 16 | Regimentul 16 Artilerie                                   | Focșani                         | 1909             |            |
| 17 | Regimentul 17 Artilerie                                   | Bacău                           | 1909             |            |
| 18 | Regimentul 18 Artilerie                                   | Constanța                       | 1909             |            |
| 19 | Regimentul 19 Artilerie                                   | Ploiești                        | 1911             |            |
| 20 | Regimentul 20 Artilerie                                   | Călărași                        | 1911             |            |
| 21 | Regimentul 21 Artilerie                                   | Caracal                         | 1914             |            |
| 22 | Regimentul 22 Artilerie                                   | Mihai Bravu                     | 1914             |            |
| 23 | Regimentul 23 Artilerie                                   | Buzău                           | 1914             |            |
| 24 | Regimentul 24 Artilerie                                   | Botoșani                        | 1914             |            |
| 25 | Regimentul 25 Artilerie                                   | Medgidia                        | 1914             |            |
| 26 | Regimentul 1 Obuziere                                     | Slatina                         | 1913             |            |
| 27 | Regimentul 2 Obuziere                                     | București                       | 1913             |            |
| 28 | Regimentul 3 Obuziere                                     | Râmnicu Sărat                   | 1913             |            |
| 29 | Regimentul 4 Obuziere                                     | Bacău                           | 1913             |            |
| 30 | Regimentul 5 Obuziere                                     | Constanța                       | 1913             |            |

### Artilerie grea
|   | Denumirea unității          | Garnizoana de dislocare la pace | Anul înființării | Observații                                               |
| 1 | Regimentul 1 Artilerie Grea | Fortul 13 Jilava                | 1915             | Creat prin transformarea Regimentului 1 Artilerie Asediu |
| 2 | Regimentul 2 Artilerie Grea | București                       | 1915             | Creat prin transformarea Regimentului de Obuziere Grele  |
| 3 | Regimentul 3 Artilerie Grea | Chitila                         | 1915             |                                                          |
| 4 | Regimentul 4 Artilerie Grea | Cernica                         | 1916             |                                                          |

### Artilerie de munte
|   | Denumirea unității                     | Garnizoana de dislocare la pace | Anul înființării | Observații                                              |
| 1 | Regimentul Artilerie de Munte de 63 mm | Târgu Ocna Turtucaia            | 1916             | Creat prin transformarea Divizionului de Munte de 63 mm |
| 2 | Regimentul Artilerie de Munte de 75 mm | Curtea de Argeș                 | 1913             |                                                         |

### Artilerie de cetate
|   | Denumirea unității            | Garnizoana de dislocare la pace | Anul înființării | Observații                                               |
| 1 | Regimentul 1 Cetate           | București                       | 1913             | Creat prin transformarea Regimentului 2 Cetate           |
| 2 | Batalionul 1 Artilerie Cetate | Focșani                         | 1913             | Creat prin transformarea Regimentului 1 Artilerie Cetate |
| 3 | Batalionul 2 Artilerie Cetate | Nămoloasa                       | 1913             | Creat prin transformarea Regimentului 1 Artilerie Cetate |
| 4 | Batalionul 3 Artilerie Cetate | Galați                          | 1913             | Creat prin transformarea Regimentului 1 Artilerie Cetate |

### Artilerie călăreață
|   | Denumirea unității            | Garnizoana de dislocare la pace | Anul înființării | Observații                                                   |
| 1 | Regimentul Artilerie Călărață | Galați                          | 1913             | Creat prin transformarea Divizionului de Artilerie Călăreață |